# Sophia Wolf
Sophia Wolf (1 de septiembre de 1998) es una deportista alemana que compite en remo. Ganó una medalla de bronce en el Campeonato Mundial de Remo de 2022, en la prueba de dos sin timonel ligero.

## Palmarés internacional
| Campeonato Mundial | Campeonato Mundial       | Campeonato Mundial | Campeonato Mundial     |
| Año                | Lugar                    | Medalla            | Prueba                 |
| ------------------ | ------------------------ | ------------------ | ---------------------- |
| 2022               | Račice (República Checa) | Medalla de bronce  | Dos sin timonel ligero |